# Claddach Knockline
Claddach Knockline, schottisch-gälisch: Cladach Chnoc a Lin, ist ein Weiler auf der schottischen Hebrideninsel North Uist, die zu den Äußeren Hebriden zählt. Historisch lag er in der traditionellen Grafschaft Inverness-shire.

## Lage
Die Ortschaft liegt an der Westküste North Uists an der Bucht Ceann a’ Baigh gegenüber der kleinen Kirkibost Island. Sie gehört zu einer Reihe von Weilern, die sich entlang der Küstenlinie ziehen. Die nächstgelegenen Ortschaften sind Bayhead auf der gegenüberliegenden Seite der Buch im Nordwesten sowie Claddach Kyles im Südosten. Die von North Uist aus sämtliche Inseln Uists verbindende A865 erschließt die Ortschaft.

## Geschichte
Historisch war Claddach Knockline eine Croftersiedlung. Auf der regionalen Karte der Ordnance Survey aus dem Jahre 1881 sind 31 bedachte und jeweils zwei teilweise bedachte und unbedachte Gebäude verzeichnet. 1972 wurden 16 bedachte und zehn unbedachte Gebäude verzeichnet. Als ehemalige Crofterbehausung ist das vermutlich im 19. Jahrhundert errichtete Cottage Ardheisker Cottage am Loch Ardheisker am Südrand Claddach Knocklines als Denkmal der höchsten Kategorie A klassifiziert.